# 阿尔萨斯博物馆

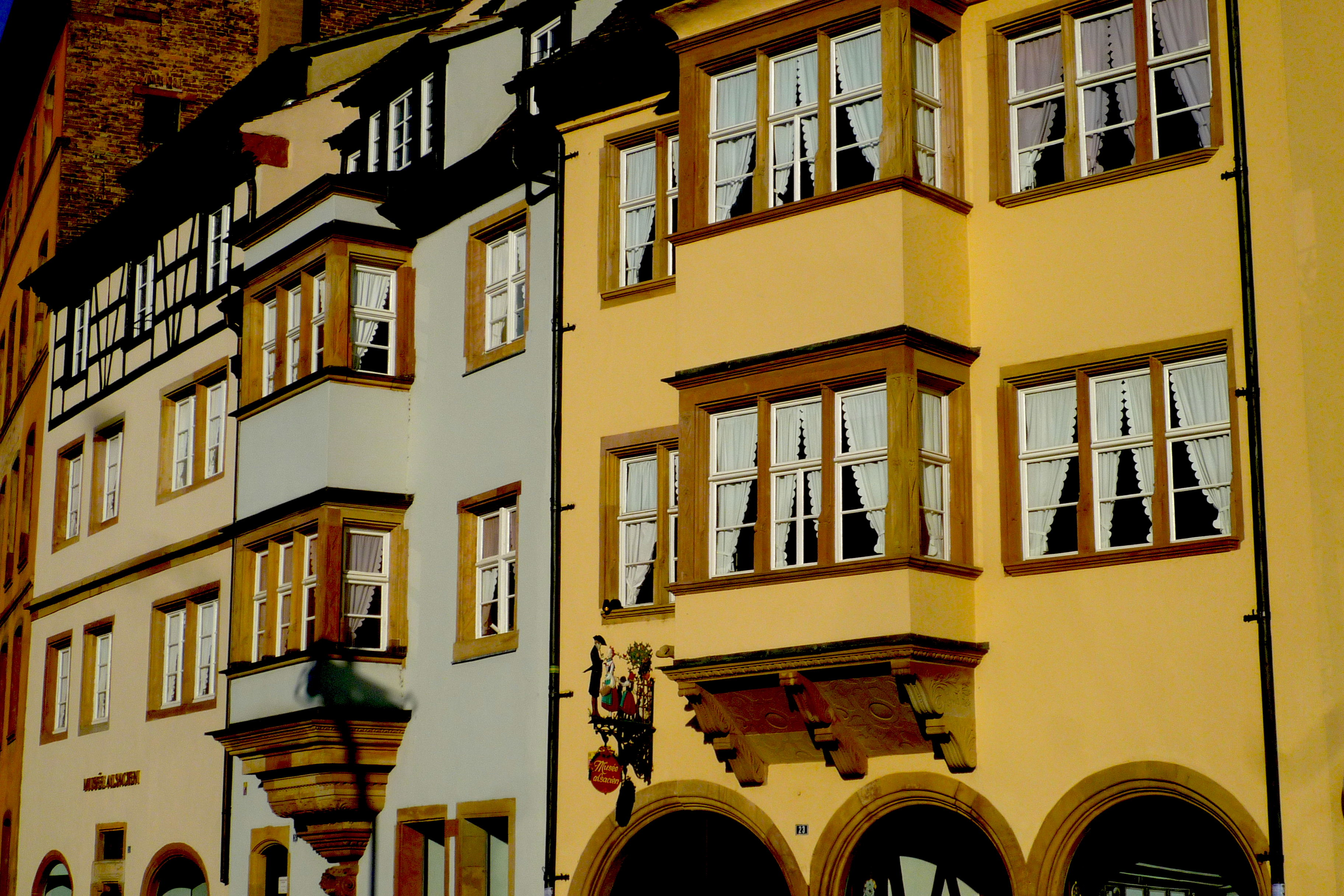
阿尔萨斯博物馆

阿尔萨斯博物馆（法語：Musée alsacien），是位於法國阿尔萨斯大區首府史特拉斯堡的一座博物館。

## 历史
建立于1907年，由三座文艺复兴风格的优美建筑构成。博物馆正面可以看到被当地人称为德式阳台的凸出墙壁之外的窗口。阿尔萨斯博物馆阿尔萨斯博物馆是一座集艺术与民间传统于一体的博物馆，通过各种日常生活用品，家具，陶瓷制品，图片，服装及当地三大宗教（天主教、新教和犹太教）的艺术品，还有冶铁工场和木屐制造工场的展览布景的展示，反映出阿尔萨斯地区十八，十九世纪的乡村生活面貌。此外，博物馆定期还举办不同主题的展览。